# Richard Butler (musiker)
Richard Butler, född 5 juni 1956 i Kingston upon Thames, London, England, är en engelsk sångare och låtskrivare, mest känd som frontman i den engelska musikgruppen The Psychedelic Furs. Han var en av originalmedlemmarna tillsammans med sin bror Tim Butler då de bildade gruppen 1977. De två är de enda som alltid varit medlemmar. År 2006 gav Butler ut ett självbetitlat soloalbum.
Då The Psychedelic Furs splittrats år 1992 bestämde sig Richard Butler för att flytta till New York. Där kontaktade han gitarristen Richard Fortus, som spelat i bandet Pale Divine, vilka hade agerat förband åt Psychedelic Furs under deras sista USA-turné. De två började arbeta på vad Butler trodde skulle bli hans första soloalbum. Duon tog hjälp av trummisen Frank Ferrer att vidareutveckla materialet de hade. Ju mer låtarna tog form, desto snabbare försökte Butler sätta ihop ett nytt band. Bandnamnet Love Spit Love hämtades från en konstutställning som ägde rum i New York under år 1991.

## Diskografi
Soloalbum
- 2006 – Richard Butler

Album med The Psychedelic Furs
- 1980 – The Psychedelic Furs
- 1981 – Talk Talk Talk
- 1982 – Forever Now
- 1984 – Mirror Moves
- 1987 – Midnight to Midnight
- 1989 – Book of Days
- 1991 – World Outside
- 2020 – Made of Rain

Album med Love Spit Love
- 1994 – Love Spit Love
- 1997 – Trysome Eatone